# Nuisiana arboris
Nuisiana arboris är en spindelart som först beskrevs av Marples 1959.  Nuisiana arboris ingår i släktet Nuisiana och familjen Desidae. Inga underarter finns listade i Catalogue of Life.